# شهدخوار بال‌طلایی
شهدخوار بال‌طلایی (نام علمی: Drepanorhynchus reichenowi) نام یک گونه از تیره شهدخواران است.